# Kang (astronomie chinoise)
Pour les articles homonymes, voir Kang.
Kang (chinois : 亢宿, pinyin : kàng xiù) est une loge lunaire de l’astronomie chinoise. Son étoile référente (c'est-à-dire celle qui délimite la frontière occidentale de la loge) est κ Virginis. La loge occupe une largeur approximative de 9 degrés. L’astérisme associé à la loge contient, outre cette étoile, trois autres étoiles. En astrologie chinoise, cette loge est associée au groupe du dragon vert de l'est.
Le nom de Kang a été formellement attribué à Kappa Virginis par l'Union astronomique internationale le 30 juin 2016.

## Source
1. ↑  (en) « Naming Stars », sur www.iau.org, UAI (consulté le 17 mai 2021)

- (en) Francis Richard Stephenson et David A. Green, Historical supernovae and their remnants, Oxford, Oxford University Press, 2002, 252 p. (ISBN 0198507666), page 18.